# 陈致逸
陈致逸，本名陳宇鵬（1984年1月15日—），是一位中国作曲家、编曲家、音樂制作人，爲《大上海》、《建軍大業》等电影创作配乐，为《天涯明月刀》、《原神》等遊戲創作原聲带。音樂作品以巧妙融合傳統中國音樂和西方交響樂而聞名。
陈致逸早年在深圳藝術學校、上海音樂學院就讀。在學生時代開始接觸影視音樂創作，並獲得諸多獎項。陈致逸在2014年成立「陈致逸音乐工作室」，先後與諸多音樂工作室、團體和公司合作創作音樂作品。2019-2023年间，擔任米哈游旗下音樂工作室HOYO-MiX的音乐制作人，負責《原神》的音樂制作。
陈致逸曾與陈光荣、葉偉民等多次合作，創作的電影配樂獲得多項獎項和提名。《建军大业》配樂获2018年“金鹿奖”最佳音乐奖；《李保国》配乐获2018年“金鹿奖”最佳音乐提名；《大上海》配樂获2013年香港电影金像奖最佳音乐提名等。

## 生平

### 早年
陈致逸1984年1月15日出生於中國湖南省長沙市。陈致逸的母親是聲樂歌手，爲了撫養孩子放棄了歌唱事業。陈致逸的父親是數學教師。幼年受宮崎駿《風之谷》觸動產生音樂興趣。5歲時開始學習鋼琴，12岁考入深圳艺术学校单簧管专业，师从姜宝成、陶然。16岁师从居宗泽学习作曲基础理论。
2002年，陈致逸以优异成绩考入上海音乐学院，最初就讀管弦系单簧管專業，後在居宗泽建議下轉入作曲系音响导演专业。在校期間曾荣获上海音乐学院傅成贤纪念奖学金。此時上海音樂學院聘請了日本音樂家谷村新司開設大师班，陈致逸加入後，参加了2005年日本爱知世博会的音乐会鋼琴演出，并担任演出作品的所有编曲制作。谷村新司音乐融合了日本民族音乐、东方五声旋律以及西方管弦乐的内容，給陈致逸的音樂創作帶來啓發。2005年11月在上海市文联组织“阳山深水港开港和东海大桥通车”全国征歌活动中獲大獎；在 2006 年上海中日青少年国际交流音乐会（谷村新司和他的学生作品音乐会）节目中包办 3/4 的作曲以及全部的编曲制作。在校期間還師從安栋、陈强斌、吴粤北，三位老師不同作曲风格和理念给了陈致逸极大的影响与触动。
大学期间陈致逸協助安栋从事影視劇配樂制作。2006年9月在校期间作品“GAMES OF FANTASIA”荣获音乐工程系年度音乐会作品第一名、最佳创意奖、最佳团队合作奖、最佳人气奖。同年，协助安栋参与电影《东京审判》《西风烈》的音乐制作。2007年7月以优异的成绩毕业于上海音乐学院，毕业作品《影视配乐 — 挑战好莱坞》被选入音乐工程系首届本科优秀毕业作品并荣获一等奖。畢業後陈致逸加入安栋工作室。

### 2009年-2016年：影視劇配樂時期
2009年陈致逸爲郑国伟執導的電視特摄剧《铠甲勇士》第一季配樂。2010年爲電影《铠甲勇士之皇帝侠》配樂。2016年陈致逸爲《铠甲勇士捕王》作主題曲《神的对手》，周秉毅、镜千作詞。2018年擔任《铠甲勇士 铠传》音樂監製，並作曲、演唱片尾曲《铠旋》。
陈致逸加入香港電影作曲家陈光荣的工作室Click Music後，開始涉獵嘻哈、爵士、电音等音樂風格。陈致逸與陈光荣共同創作了電影《大上海》（2012年）的配樂，获第32届香港电影⾦像奖最佳音乐提名。二人還共同創作了電影《賭城風雲》（2014年）、《賭城風雲II》（2015年）、《賭城風雲III》（2016年）、《建军大业》（2017年）、《中国机长》（2019年）的配樂，其中《建军大业》配樂獲第14屆中國長春電影節金鹿獎最佳音乐奖，《中国机长》獲第15屆中國長春電影節金鹿獎最佳音乐奖提名。
陈致逸獨立完成的首部電影配樂爲2013年葉偉民執導的《一路顺疯》，其中歌曲《抢花球》《在路上》《远方》爲陈致逸親自演唱。2014年陈致逸爲葉偉民執導的《京城81号》配樂。2017年繼續爲《京城81号II》配樂，爲片尾曲《回魂》作曲。
陈致逸在2014年成立了陈致逸音乐工作室。之後「陈致逸音乐工作室」與北京、上海的諸多音樂工作室和團體有合作，爲香港Click Music、騰訊、網易等公司創作了許多音樂作品。
2015年葉偉民、田蒙、咸旭初執導的電影《怪谈》是陈致逸初次嘗試恐怖片配樂製作。2016年爲電影《魔宫魅影》配樂。
2015年陈致逸受幻维数码邀請爲動畫片《麦杰克小镇》配樂，是陈致逸首次創作兒童歌曲，其中融合了R&B、舞曲、嘻哈、爵士、摇滚、民谣、古风、New Age等流行音樂元素。
2016年4月陈致逸受邀爲马伟豪執導的電影《蝴蝶公墓》配樂。受到汉斯・季默的影響，陈致逸在配樂中嘗試現代風和簡約派的創作風格。

### 2016年-2019年：《天涯明月刀》、「新國風」創作
2016年-2019年間，陈致逸爲騰訊公司出品的武俠大型多人在线角色扮演游戏（MMORPG）《天涯明月刀》作曲，並形成了民樂和現代音樂融合的“新国风”的音樂理念。
2017年4月14日，陈致逸發佈了單曲《午夜电台》《时光隧道》，田辰明爲兩首歌作詞。
2018年，陳致逸與多位民族樂器演奏者合作创建新世纪国风民乐团队「轻琴謦磬」。2018年7月22日，轻琴謦磬乐队在Bilibili Macro Link线下演出首次登臺。後「轻琴謦磬」樂隊發佈單曲《无疆》《十二神肖》。
2018年2月1日陈致逸發佈了與作詞家镜千合作創作的歌曲《你，不在这里》。兩人繼續合作創作了《一杯月》，爲“轻琴謦磬”樂隊的曲目之一，陈致逸在8小時的直播中完成了編曲，單曲於2018年10月6日發佈，由银临演唱。
2019年4月2日陈致逸發佈了首張個人專輯《向死而生》，專輯中收錄了過去10年間創作的歌曲，包括《午夜电台》《时光隧道》《一杯月》等。

### 2019年-2023年：《原神》
2019-2023年9月间，陈致逸加入米哈游旗下音樂工作室HOYO-MiX擔任音乐制作人，爲米哈游公司出品的開放世界角色扮演遊戲《原神》作曲。這是陈致逸首次全職爲電子遊戲作曲，不同地域文化的設計也提高了創作難度。遊戲中的所有原聲音樂都由交響樂團演奏，包括倫敦愛樂樂團、上海交響樂團、东京爱乐乐团、伦敦交响乐团等。陈致逸憑藉原神音樂獲得了2020年年度遊戲音樂獎（Annual Game Music Award）「傑出成就-新秀/突破（Outstanding Artist - Newcomer/Breakthrough）」 獎項。《原神》還開辦了多場音樂會，首場與2021年10月在線上進行，由佛兰德斯交响乐团（Flanders Symphony Orchestra）演奏。2022年《原神》部分音樂入選2022年冬季奧林匹克運動會音乐库。
2023年9月12日晚，陈致逸通过哔哩哔哩、新浪微博等平台发表个人声明，宣布决定从米哈游及其所属HOYO-MIX工作室离职，并表示将继续追寻其音乐梦想。

### 2024年至今：《逆水寒》、獨立音樂創作
2024年7月18日，陳致逸发布新專輯《幻想乐园 Fantasyland》，專輯曲目由倫敦愛樂樂團演奏，手风琴演奏家刘昭領奏。
2024年7月23日，动作Roguelike游戏《无尽梦回》宣佈與陈致逸合作為游戏制作主题音乐，推出游戏原声专辑《赴梦之约》。
2024年9月16日，陳致逸宣佈將与《逆水寒》音乐厂牌「逆水长琴」合作推出国风音乐。陳致逸表示「很期待这次新的旅程，希望可以用音乐作为语言，在新的江湖讲更多新的故事，让世界听见国乐」。

## 音樂風格與影響
陈致逸的音乐创作风格被认为是多元的，包括古典、摇滚、民谣和电音等多种元素的融合，这使得他的音乐作品吸引了众多粉丝和评论家的喜爱。他自称“很多风格我都擅长，因为电影配乐需要作曲尝试各种风格，最擅长的配器是管弦乐。创作习惯的话，比如一般会把管弦配器的手法融合其他音乐风格，不管是摇滚、还是民谣，或者电音等等风格。”在多元融合中，陳致逸尤其以巧妙融合傳統中國音樂和西方交響樂而聞名。媒体称赞陈致逸的“……作曲足够中国，同时它们也非常开放，积极融合古今中外各种元素，结合音乐背后的剧情融入当地的乐器、技法，非常‘兼收并蓄’。”在他的音乐创作中，他广泛运用不同的音调和调式，为游戏《原神》的不同地区和场景创作了独特的音乐。在蒙德地区，他巧妙地采用利底亞（Lydian）和多利亞（Dorian）调式，为游戏营造出梦幻、抬升的氛围。在须弥地区战斗配乐《流金疾驰》中，他巧妙地运用了1、1、2、3、5、8（斐波那契数列）的小节拍结构，以展现出战斗节奏的变化。这一创作特点在音乐评论中得到了赞赏，评论家指出这种编曲手法使音乐充满了活力和变化。此外，陈致逸还在乐器的使用上进行了创新。他将传统乐器与现代音乐元素相结合，创造出独特的音色和效果。例如，在《原神》中，他通过对二胡进行电子声扭曲，为角色“鍾離”的音乐增添了威严和力量感。类似的电子扭曲技法在以日本文化为原型的雷电将军的音乐也有出现，通过对日本传统乐器三味线通过进行电子扭曲，产生了这种充满古典，但又满是电子故障的声线。这种处理方式使角色的音乐更具个性和表现力。
陈致逸的音乐作品被认为具有强烈的叙事性，他善于将音乐与故事情节相融合，使得观众能够更深刻地感受到故事的情感和节奏。陈致逸认为，音乐的节奏实际上控制着影片的节奏，需要宏观的设计音乐节奏与结构。有时候没有音乐效果更好，像是一种呼吸。观众也不会听觉疲劳。陈致逸的音乐创作遵循了“化用”的理念，吸收并借鉴来自世界各地的音乐元素，将其有机融合到游戏的幻想世界中。这种创作方式为游戏中的各个地区和场景赋予了独特的音乐特点，为玩家提供了多样性和畅想的空间。例如，在《原神》中，陈致逸创作的融入了中国戏曲元素的歌曲《神女劈观》，发布后受到了国际媒体的称赞：“（《神女劈观》）成功地引起了全球对一种即使由政府主导的推广也困难重重的传统艺术形式的兴趣。流行的电子游戏应该尝试来定义主流，而不是被其束缚。”

## 作品

### 電影配樂
| 年份 | 作品                    | 導演               | 註釋                 |
| ---- | ----------------------- | ------------------ | -------------------- |
| 2006 | 东京审判                | 高群书             | 與安栋共同作曲       |
| 2006 | 西风烈                  | 董玲               | 與安栋共同作曲       |
| 2009 | 超能少年之烈维塔任务    | 冯大年             | 與彭濛共同作曲       |
| 2010 | 铠甲勇士之帝皇侠        | 郑国伟             | [ 21 ] [ 24 ]        |
| 2012 | 画皮II                  | 乌尔善             | 宣传曲《画情》       |
| 2012 | 时间档案馆              | 刘伟强             | 與陈光荣共同作曲     |
| 2012 | 大上海                  | 王晶               | 與陈光荣共同作曲     |
| 2013 | 一路顺疯                | 葉偉民             | [ 32 ] [ 8 ]         |
| 2014 | 澳門風雲                | 王晶               | 與陈光荣共同作曲     |
| 2014 | 京城81号                | 葉偉民             | [ 79 ] [ 27 ] [ 16 ] |
| 2015 | 怪谈                    | 葉偉民 田蒙 咸旭初 | [ 35 ] [ 24 ]        |
| 2015 | 賭城風雲II              | 王晶               | 與陈光荣共同作曲     |
| 2015 | 金箍棒传奇2：沙僧的逆袭 | 哈磊               | [ 80 ]               |
| 2015 | 既然青春留不住          | 田蒙               | [ 81 ]               |
| 2016 | 賭城風雲III             | 王晶 劉偉強 鍾少雄 | 與陈光荣共同作曲     |
| 2016 | 魔宫魅影                | 葉偉民             | [ 82 ] [ 83 ]        |
| 2016 | 铠甲勇士捕王            | 郑国伟             | 主題曲《神的对手》   |
| 2017 | 京城81号II              | 钱人豪             | 主題曲《回魂》       |
| 2017 | 建军大业                | 刘伟强             | 與陈光荣共同作曲     |
| 2017 | 蝴蝶公墓                | 马伟豪             | [ 84 ] [ 24 ]        |
| 2018 | 李保国                  | 赵琦               | 與卢印共同作曲       |
| 2019 | 中国机长                | 刘伟强             | 與陈光荣共同作曲     |
| 2021 | 悬崖                    | 韩志               | 與卢印共同作曲       |

### 電視劇配樂
| 年份 | 作品                             | 導演              | 註釋                        |
| ---- | -------------------------------- | ----------------- | --------------------------- |
| 2006 | 此情可问天                       | 江澄              | 與安栋共同作曲              |
| 2009 | 铠甲勇士                         | 郑国伟            | [ 19 ]                      |
| 2009 | La Fille au fond du verre à saké | Emmanuel Sapolsky | [ 7 ]                       |
| 2013 | 隋唐演义                         | 钟少雄            | [ 8 ]                       |
| 2016 | 麦杰克小镇                       | 李艳              | [ 38 ] [ 39 ] [ 40 ] [ 41 ] |
| 2018 | 法醫秦明II                       | 李爽 陈嘉鸿       | [ 86 ]                      |
| 2018 | 铠甲勇士铠传                     | 陆兴              | [ 23 ]                      |

### 動畫配樂
| 年份 | 作品                      | 工作室            | 註釋                                  |
| ---- | ------------------------- | ----------------- | ------------------------------------- |
| 2016 | 灰体                      | 壳际科技          | [ 87 ] [ 24 ]                         |
| 2016 | 择天记                    | 阅文集团 騰訊視頻 | 第二季主题歌《溯源》                  |
| 2017 | 吃谜少女                  | 抖動文化Studio D. | 主題曲《Chasing》                     |
| 2017 | 勇者大冒险                | 騰訊動漫          | 第二季主題曲《惊蛰》                  |
| 2018 | Disintegration -分解世界- | 抖動文化Studio D. | 第二季主題曲《迷失灵魂》《49%的灵魂》 |

### 電子遊戲音樂
| 年份 | 遊戲         | 參與             | 註釋                   |
| ---- | ------------ | ---------------- | ---------------------- |
| 2017 | 镇魔曲       | 遊戲原聲         | [ 92 ]                 |
| 2017 | 天涯明月刀   | 遊戲原聲         | [ 93 ]                 |
| 2017 | 末剑         | 遊戲原聲         | 與苑迪萌、卢印共同作曲 |
| 2020 | 原神         | 遊戲原聲         | 與HOYO-MiX共同作曲     |
| 2021 | 仙剑奇侠传七 | 遊戲原聲、主题曲 | 共同作曲               |
| 2024 | 无尽梦回     | 遊戲原聲、主题曲 | [ 63 ]                 |
| 2024 | 逆水寒       | 遊戲原聲         | 與「逆水长琴」合作     |

### 合作
| 年份 | 作品     | 參與       | 註釋                                       |
| ---- | -------- | ---------- | ------------------------------------------ |
| 2018 | 伶仃     | 編曲       | 霍尊演唱                                   |
| 2019 | 浮生     | 作曲、編曲 | 不才演唱                                   |
| 2020 | 花西子   | 作曲       | 周深演唱                                   |
| 2020 | 故城千寻 | 作曲、編曲 | 韓雪、萬茜、傅菁、霍尊、錢正昊、许佳琪演唱 |
| 2021 | 泊山城   | 作曲、編曲 | 许佳琪演唱                                 |

### 市府宣傳
| 年份 | 作品           | 甲方                 | 註釋                   |
| ---- | -------------- | -------------------- | ---------------------- |
| 2016 | 上海，创新之城 | 上海市政府新闻办公室 | [ 104 ] [ 27 ] [ 105 ] |
| 2017 | Hi！静安       | 静安区宣传部         | [ 105 ] [ 24 ]         |
| 2019 | 上海·恒新之城  | 上海市政府新闻办公室 | [ 106 ] [ 27 ]         |

### 個人作品
| 年份 | 作品                 | 類別     | 註釋                                                 |
| ---- | -------------------- | -------- | ---------------------------------------------------- |
| 2015 | 心愿                 | 單曲     | [ 107 ] [ 108 ]                                      |
| 2017 | 时光隧道             | 單曲     | [ 45 ]                                               |
| 2017 | 午夜电台             | 單曲     | [ 44 ]                                               |
| 2017 | 拉赫之梦             | 單曲     | [ 109 ]                                              |
| 2017 | 钢琴练习曲           | 迷你專輯 | [ 110 ]                                              |
| 2017 | 遗忘                 | 單曲     | [ 111 ] [ 112 ]                                      |
| 2018 | 存在                 | 單曲     | [ 113 ] [ 112 ]                                      |
| 2018 | 你，不在这里         | 單曲     | [ 49 ]                                               |
| 2018 | 向死而生             | 單曲     | 後收錄在同名專輯中                                   |
| 2018 | 旅人                 | 單曲     | [ 115 ] [ 112 ]                                      |
| 2018 | 49%的我              | 單曲     | [ 116 ] [ 112 ]                                      |
| 2018 | 迷失灵魂             | 單曲     | [ 117 ]                                              |
| 2018 | 暗流                 | 單曲     | [ 118 ] [ 112 ]                                      |
| 2018 | 无疆                 | 單曲     | [ 47 ]                                               |
| 2018 | 十二神肖             | 單曲     | [ 48 ]                                               |
| 2018 | 一杯月               | 單曲     | [ 119 ] [ 112 ]                                      |
| 2018 | 你是我灵魂的杂质     | 迷你專輯 | 网易云音乐石头计划                                   |
| 2019 | 向死而生             | 專輯     | [ 51 ]                                               |
| 2019 | 大漠孤烟             | 單曲     | 由布达佩斯影视乐团（Budapest Scoring Orchestra）演奏 |
| 2019 | The Curse of Blood   | 單曲     | [ 58 ]                                               |
| 2024 | 幻想乐园 Fantasyland | 專輯     | [ 62 ]                                               |

## 獲獎與提名
| 年份 | 提名作品           | 獎項 | 結果 | 註釋            |
| ---- | ------------------ | --- | ---- | --------------- |
| 2013 | 大上海             | 香港電影金像獎最佳原創電影音樂                                                                                       | 提名 | [ 5 ]           |
| 2018 | 末剑               | 全球音樂獎（Global Music Award）「傑出成就（Outstanding Achievement）」銀獎                                          | 獲獎 | [ 122 ]         |
| 2018 | 建军大业           | 金鹿獎最佳音樂 | 獲獎 | [ 4 ] [ 29 ]    |
| 2018 | 李保国             | 金鹿獎最佳音樂 | 提名 | [ 4 ] [ 24 ]    |
| 2019 | The Curse of Blood | 世界電影音樂獎青年原創作曲SABAM獎（SABAM Award for the Most Original Composition by a Young International Composer） | 提名 | [ 123 ] [ 58 ]  |
| 2020 | 原神               | 北京国际游戏创新大会年度优秀游戏音乐                                                                                 | 獲獎 | [ 124 ] [ 125 ] |
| 2020 | 原神               | 中国“游戏十强”优秀游戏音乐奖                                                                                         | 獲獎 | [ 126 ]         |
| 2020 | 原神               | 年度遊戲音樂獎（Annual Game Music Award）「傑出成就-新秀/突破（Outstanding Artist - Newcomer/Breakthrough）」        | 獲獎 | [ 57 ] [ 13 ]   |
| 2021 | 原神               | PlayStation 遊戲音樂獎（PlayStation Game Music Award）                                                               | 提名 | [ 127 ]         |
| 2021 | 《原神》OST-璃月篇 | 唱工委音樂獎最佳電子遊戲配樂                                                                                         | 獲獎 | [ 128 ]         |

## 外部連接
- 陈致逸音乐工作室的哔哩哔哩个人空间